# Panorpa brevititilana
Panorpa brevititilana är en näbbsländeart som beskrevs av Syuti Issiki 1929. Panorpa brevititilana ingår i släktet Panorpa och familjen skorpionsländor. Inga underarter finns listade i Catalogue of Life.